# كل رجال الملك (فلم 2006)
كل رجال الملك (بالإنجليزية: All the King's Men) فيلم درامي سياسي أمريكي تم إصداره عام 2006 من إخراج ستيفن زاليان و بطولة جود لو وكيت وينسلت

## ملخص قصة
يدور الفيلم حول حياة ويلي ستارك (التي يلعبها شون بن) ، شخصية خيالية تشبه حاكم لويزيانا هيوي لونج ، في منصبه من عام 1928 حتى عام 1932. وقد تم انتخابه كعضو في مجلس الشيوخ الأمريكي واغتيل في عام 1935.

## الممثلين
| ممثل              | الدور/الوظيفة |
| ----------------- | ------------- |
| جود لو            | جاك بوردين    |
| كيت وينسلت        | آن ستانتون    |
| مارك روفالو       | آدم ستانتون   |
| أنتوني هوبكنز     | القاضي ايروين |
| كاثي بايكر        | السيدة بوردين |
| باتريشيا كلاركسون | سادي بيرك     |
| جاي باترسون       | سيناتور       |

## روابط خارجية
مقالات تستعمل روابط فنية بلا صلة مع ويكي بيانات